# Christina Grimmie
Christina Victoria Grimmie (Marlton, New Jersey, 1994. március 12. – Orlando, Florida, 2016. június 10.) amerikai énekesnő, dalszerző, színésznő és YouTube-személyiség.
Olasz-román illetőségű családban született. Az NBC The Voice tehetségkutatójának volt a tagja, valamint híressé vált világhírű előadók slágereinek feldolgozásával. 2011-ben jelent meg debütáló EP-je Find Me címmel. 2013-ban kiadta első stúdióalbumát, a With Love-ot. 2016-ban megjelent újabb EP-je, a Side A, illetve posztumusz kiadták még egy EP-jét, Side B címen, amely az iTuneson és a Spotifyon vált elérhetővé. 2017. június 9-én kiadták második és egyben utolsó, immáron posztumusz albumát, All Is Vanity címmel.
2014-ben versenyzőként indult a The Voice 6. évadában, ahol 3. helyezett lett. Mentora, Adam Levine a műsor végén szerződést ajánlott neki 222 Records kiadójához, valamint a rapper Lil Wayne is szerződéssel kínálta Young Money Entertainment kiadójához. Végül az Island Recordshoz írt alá rövid időre, ahonnan nemsokára kirúgták. 2016-ban elvállalta egyetlen filmszerepét a The Matchbreaker című romantikus filmben.
2016. június 10-én, mindössze 22 évesen halt meg. A floridai Orlandóban adott koncertje utáni autogramosztáson lőtte agyon egyik bomlott elméjű rajongója, Kevin James Loibl.
Halála után 4 évvel, 2020. július 18-án Christina egyik legjobb barátja, művésznevén Diamond Eyes írt neki egy dalt "23" címmel, akivel még 2015-ben jelent meg közös zenéjük "Stay With Me" címmel. 

## Fordítás
- Ez a szócikk részben vagy egészben  a   Christina Grimmie című angol Wikipédia-szócikk ezen változatának fordításán alapul.  Az eredeti cikk szerkesztőit annak laptörténete sorolja fel. Ez a jelzés csupán a megfogalmazás eredetét és a szerzői jogokat jelzi, nem szolgál a cikkben szereplő információk forrásmegjelöléseként.